# Draken (stjärnbild)
Draken (Draco på latin) är en lång och smal stjärnbild mellan Stora och Lilla björnen på norra stjärnhimlen. Draken är cirkumpolär sett från Sverige. 
Den är en av de 88 moderna stjärnbilderna som erkänns av den Internationella astronomiska unionen.

## Historik
Den antike astronomen Ptolemaios listade Draken som en av 48 stjärnbilder i sitt samlingsverk Almagest.

## Mytologi
Den här stjärnbilden fick representera olika drakar i olika sagor, till exempel:
- Draken som vaktade det gyllene skinnet i landet Kolchis.
- Draken Ladon som vaktade de gyllene äpplena i hesperidernas trädgård.

## Stjärnor

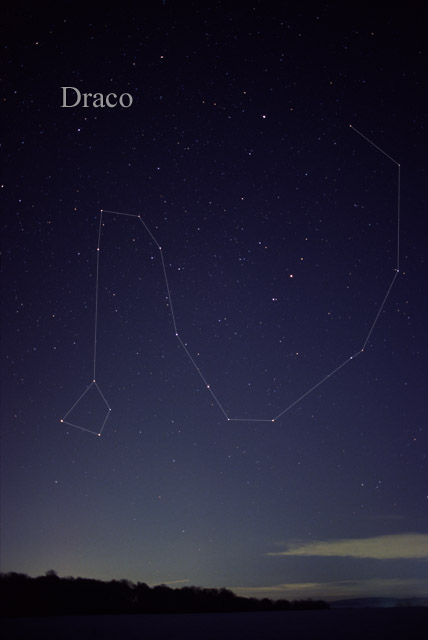
Stjärnbilden Draken (Draco) som den kan ses med blotta ögat.

Här är en sammanställning på de stjärnor som har ett egennamn och de ljusstarkaste.
- γ - Eltanin (Etamin, Gamma Draconis) är den ljusstarkaste stjärnan med magnitud 2,36. Om ungefär 1,5 miljoner år kommer Eltanin att passera på bara 28 ljusårs avstånd från jorden och då vara den ljusstarkaste stjärnan på himlen – nästan lika ljusstark som Sirius är idag.
- η - Eta Draconis (Aldibain) är en jättestjärna med magnitud 2,73.
- β - Rastaban (Beta Draconis) är en gul stjärna med magnitud 2,79.
- δ - Delta Draconis (Altais) är en gul jättestjärna med magnitud 3,07.
- ζ - Zeta Draconis (Aldhibah) har magnitud 3,17. Den kallas ibland Nodus III eller “Tredje knuten” vilket anspelar på dess plats i Drakens svans.
- ι - Jota Draconis (Edasich) är en orange jätte med magnitud 3,29. En exoplanet upptäcktes 2002, Jota Draconis b, vilket var den första upptäckten av en planet runt en jättestjärna.
- α - Thuban (Alfa Draconis) är trots sin Bayer-beteckning inte alls den ljusstarkaste stjärnan I Draken, med magnitud 3,65. Den var polstjärna mellan 3942 och 1793 f. Kr.
- χ - Chi Draconis (Batentaban Borealis) är en multipelstjärna med magnitud 3,68.
- ξ - Xi Draconis (Grumium) har magnitud 3,75.
- κ - Kappa Draconis (Shǎowèi) är en blå jättestjärna med magnitud 3,82. Den tros vara på väg att bli en röd jätte. Mellan 1793 och 1000 f. Kr. var den närmast himmelspolen bland de stjärnor som är synliga för blotta ögat, men ansågs aldrig som polstjärna, eftersom Kochab (Beta Ursae Minoris) är betydligt ljusstarkare och också låg ganska nära.
- ε - Epsilon Draconis (Tyl) är en gul jätte med magnitud 4,0.
- λ - Gianfar (Giausar, Lambda Draconis) har magnitud 4,1.
- ν - Ny Draconis (Kuma) är en dubbelstjärna med magnitud 4,13.
- ϕ - Fi Draconis (Batentaban Australis) är en multipelstjärna med magnitud 4,20.
- σ - Sigma Draconis (Alsafi) finns på bara 18,77 ljusårs avstånd från Jorden och har magnitud 4,67.
- μ - My Draconis (Arrakis) är en dubbelstjärna, med magnitud 4,92. Namnet känns igen från den amerikanske science fiction-författaren Frank Herberts romanserie om Dune.

## Djuprymdsobjekt

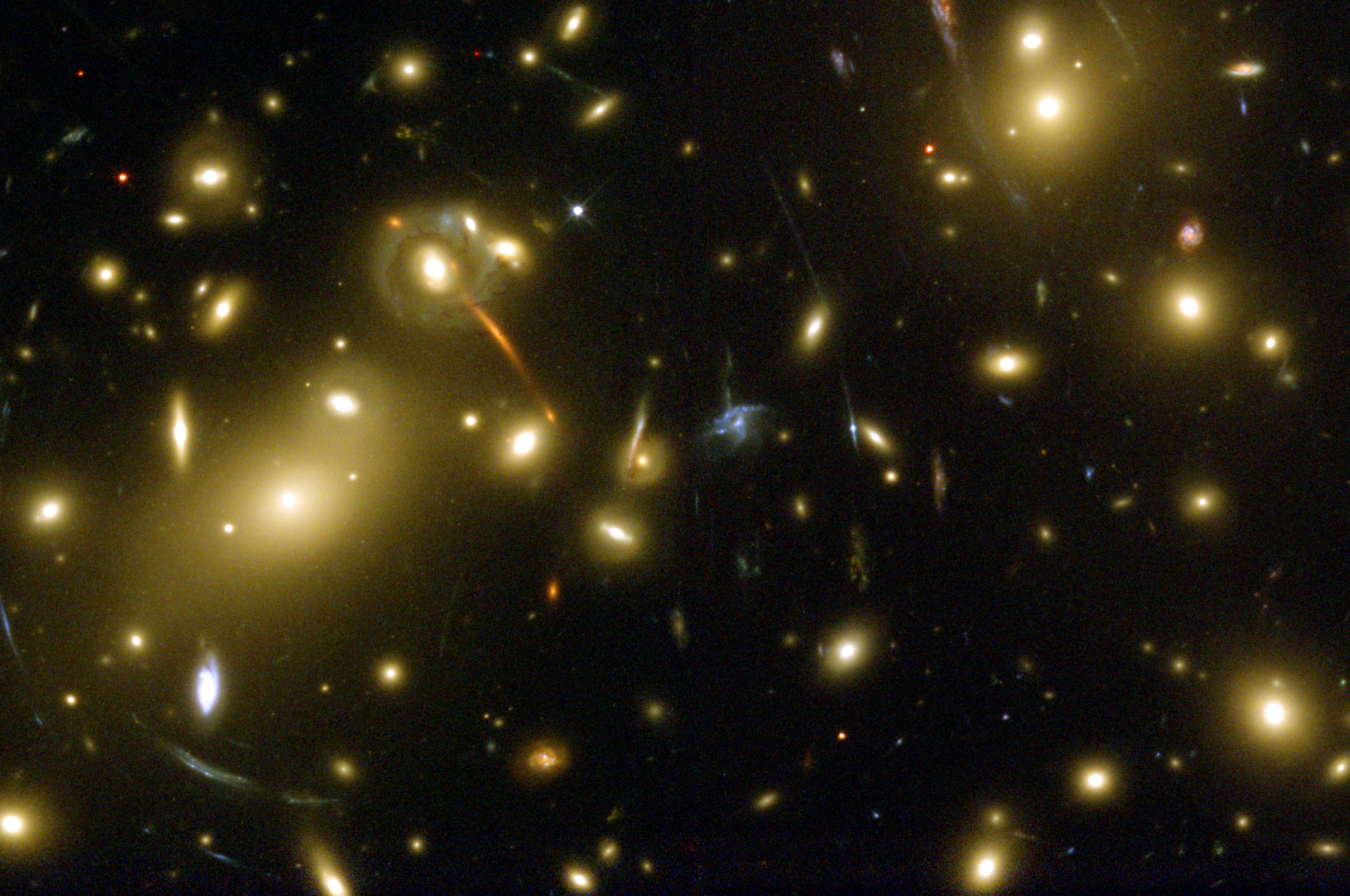
Galaxhopen Abell 2218 sedd med Hubbleteleskopet.

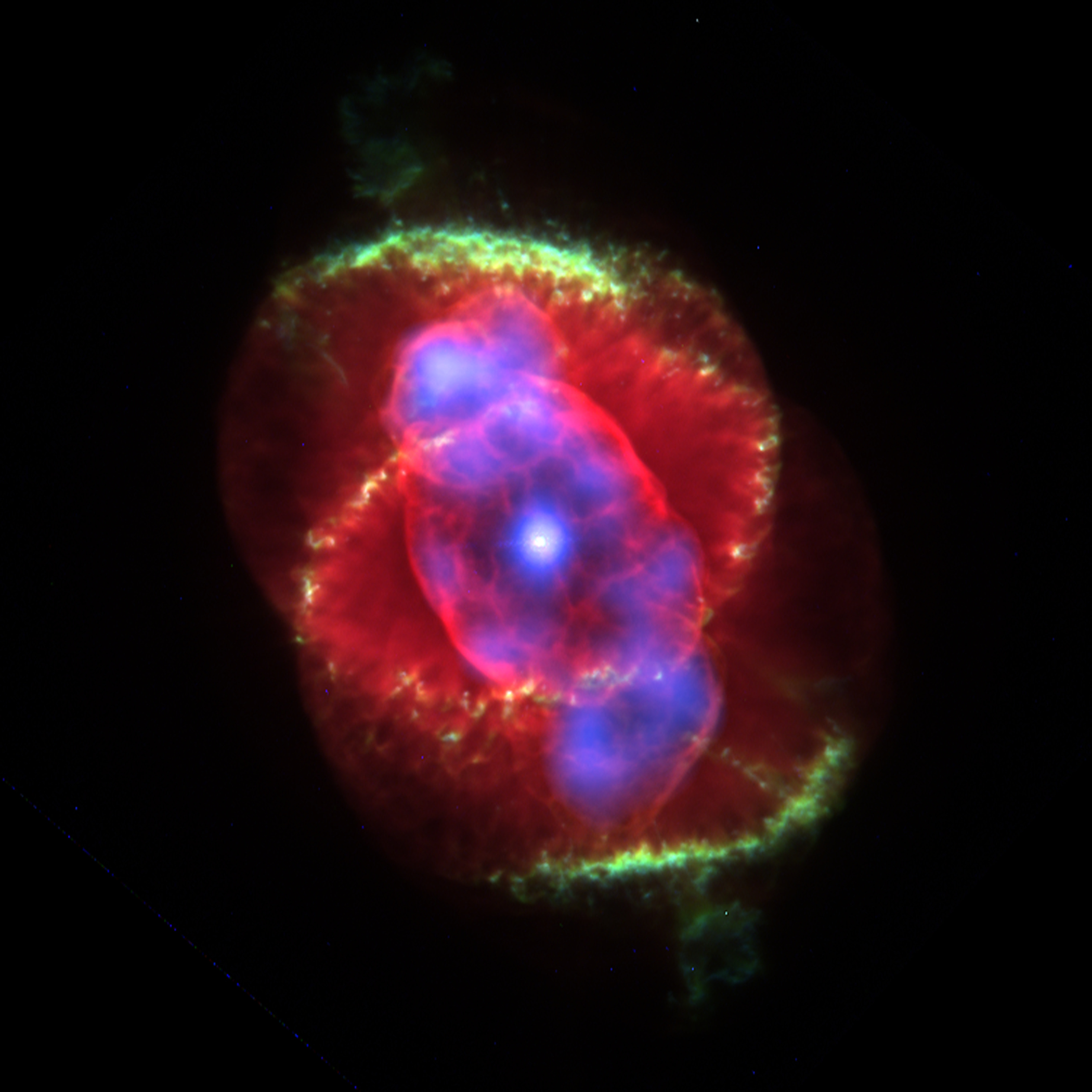
Kattögenebulosan genom en kombination av optiska bilder från Hubbleteleskopet och röntgenbilder från Chandra-teleskopet.

Det finns gott om intressanta objekt i Draken. Här är några exempel.

### Galaxer
- Messier 102 (Spolgalaxen, NGC 5866) är en linsformad galax avmagnitud 9,9.
- NGC 4125 är en Elliptisk galax av magnitud 9,7.
- NGC 4236 (Caldwell 3) är en stavgalax av magnitud 9,6.
- NGC 4319 är en stavgalax av magnitud 12,0.
- NGC 5907 är en spiralgalax av magnitud 10,3.
- NGC 6412 är en stavgalax av magnitud 11,8.
- NGC 6503 är en spiralgalax av magnitud 10,2.

### Galaxhopar
- Abell 2218 är en galaxhop som innehåller flera tusen galaxer.

### Nebulosor
- Kattögenebulosan (Caldwell 6, NGC 6543) är en av de mest komplexa planetariska nebulosor som astronomerna känner till. Magnitud 8,1.

### Kvasarer
- Q1634+706 är en kvasar som är det mest avlägsna objekt som går att se med en amatörastronomutrustning. Den är av magnitud 14,66 och befinner sig 12,9 miljarder ljusår från jorden.
- Markarian 205 är en annan kvasar i området. Magnitud 15,24.

## Landskapsstjärnbild
Draken är Södermanlands landskapsstjärnbild.